# Festival Assim Vivemos
O Festival Assim Vivemos – Festival Internacional de Filmes sobre Deficiência é um festival brasileiro que exibe filmes sobre pessoas com deficiência, dando ênfase às questões mais prementes relacionadas com a inclusão, acessibilidade e os direitos das pessoas com deficiência. O festival seleciona documentários, filmes de ficção, animações e filmes experimentais, e em todas as suas edições trouxe filmes de todos os continentes, formando um painel multicultural rico e inspirador. O principal critério de seleção dos filmes é o protagonismo da pessoa com deficiência.

## História
O Assim Vivemos é um festival bienal realizado desde 2003 no Brasil. As primeiras 3 edições (2003, 2005 e 2007) foram realizadas no Rio de Janeiro e em Brasília, e a partir da quarta edição (2009), também em São Paulo, sempre nas sedes do Centro Cultural Banco do Brasil. O festival foi fundado por Lara Pozzobon da Costa e Gustavo Acioli, que também são os curadores do festival, selecionando os filmes e definindo os temas dos debates desde a primeira edição até o presente. 

## Audiodescrição
Em agosto de 2003, o Festival Assim Vivemos foi o primeiro evento público de exibição de filmes no Brasil a oferecer audiodescrição, recurso de acessibilidade que descreve os elementos visuais para as pessoas com deficiência visual. Também se beneficiam do recurso da audiodescrição as pessoas com dificuldade de leitura rápida (no caso dos filmes estrangeiros exibidos com legendas em português), pessoas com deficiência intelectual, com distúrbios de atenção ou com baixa visão. A primeira audiodescritora do festival foi Graciela Pozzobon, que segue coordenando as equipes das edições que se seguiram, até o presente. Na edição de 2007, o pioneirismo do festival foi convidar uma pessoa cega, Marco Antonio de Queiroz, para fazer parte do Júri que premia os melhores filmes.

## Acessibilidade
O festival distribui gratuitamente os catálogos dos filmes também em versão em Braille, contendo os dados e sinopses dos filmes, assim como a programação do festival em cada cidade. Todos os filmes têm legendas para surdos e ensurdecidos – LSE, legendas que contêm descrição dos elementos sonoros, além dos diálogos e narrações veiculados nos filmes. Nos debates, há intérpretes de Língua Brasileira de Sinais – LIBRAS, para garantir a participação de todos. O festival é realizado apenas em locais que tenham acessibilidade física para usuários de cadeiras-de-rodas e pessoas com mobilidade reduzida.

## Inspiração
Os fundadores do festival se inspiraram no festival alemão realizado em Munique desde 1995, Wie wir Leben, que conheceram em 2001, quando nele foi exibido o primeiro curta-metragem escrito e dirigido por Gustavo Acioli e produzido por Lara Pozzobon da Costa, Cão Guia (1999).